# 여심 (1986년 드라마)
《여심》(女心)은 1986년 4월 14일부터 같은 해 12월 26일까지 매주 월-금 밤 8시 30분에 KBS 1TV에서 방영된 일일연속극으로, 일제강점기하고 6.25 전쟁을 겪은 주인공 송다영의 삶을 통해 한국의 여인상에 대한 애환을 담고 있다.
일일극 사상 최초로 전작제를 시도하는 등 좋은 출발을 보였으나 느린 진행으로 인해서인지 후반에는 평범한 드라마로 전락했다.

## 등장 인물
- 김희애 : 송다영
- 이경표 : 옥영
- 정영숙 : 문남옥
- 김소원 : 오씨
- 정동환
- 이영하 : 정병문
- 임혁 : 박덕대
- 신구 : 정대홍
- 김영철 : 기복
- 김보미 : 인숙
- 김희진
- 홍요섭 : 홍창회
- 문수인 : 상아
- 박주아
- 신동훈 : 기택
- 박주아 : 백모
- 윤덕용 : 백부
- 여운계 : 윤씨
- 백준기 : 신랑
- 이신재 : 상두 아버지
- 홍영자 : 상두 어머니
- 이영수 : 상두
- 서영진 : 성재
- 강태기 : 경재
- 김성녀 : 황화숙
- 김진옥 : 어진
- 박연은 : 세희
- 하대경 : 양서방
- 고희준 : 고희업
- 한현배 : 박서방
- 안문숙
- 황범식
- 권경하
- 최용팔
- 곽정희